# Rhinobatos planiceps
Rhinobatos planiceps és un peix de la família dels rinobàtids i de l'ordre dels rajiformes.

## Morfologia
Pot arribar als 76,3 cm de llargària total.

## Distribució geogràfica
Es troba a les costes del Pacífic oriental: des del sud de Mèxic fins a Perú i Xile, incloent-hi les Illes Galápagos.